# Hohlstedt
Hohlstedt is een plaats en voormalige gemeente in de Duitse deelstaat Thüringen, en maakt sinds december 2007 deel uit van de gemeente Großschwabhausen in het district Weimarer Land.